# Oxyagrion haematinum
Oxyagrion haematinum là một loài chuồn chuồn kim trong họ Coenagrionidae.
Oxyagrion haematinum được Selys miêu tả khoa học năm 1876.